# Возлюбленный Евы
«Возлюбленный Евы» (англ. Eve's Lover) — немой чёрно-белый фильм 1925 года, первая драматическая работа режиссёра Роя Дель Рута, ранее специализировавшегося на комедиях.
В настоящее время считается утраченным, потому что в конце 1940-х и начало 1950-х годов были утилизированы несколько фильмов студии Warner Bros., в 1948 году Джек Уорнер уничтожил не все кинонегативы фильмов студии, таких как Город согласия (1933), Откройте глаза (1919), Целуй меня снова (1925), Возлюбленный Евы (1925) и др..

## Сюжет
Ева Бернсайд — владелица процветающего сталелитейного завода. Её конкурент Остин Старфилд предлагает разоренному аристократу барону Джеральдо Мэддоксу обольстить Еву, а после свадьбы взять контроль над её бизнесом в свои руки и продать завод ему, Старфилду. Так как ранее барон расплатился с фабрикантом фальшивым чеком, который может превратиться в орудие шантажа, ему не остается ничего другого, как привести план Старфилда в действие. Женившись на Еве, барон понимает, что влюбился в жену и отказывается помогать Старфилду.
Вскоре начинаются новые неприятности. В город приезжает бывшая подружка Мэддокса Рена д’Арси и сообщает Еве, что барон женился на ней якобы из-за денег. Поверив Рене, Ева порывает с Мэддоксом. Тем временем Старфилд нанимает агитаторов, чтобы те убедили рабочих её завода начать забастовку, но благодаря стараниям барона его планы рушатся. Старфилда арестовывают за подстрекательство, а Ева понимает, что недооценивает Мэддокса, и воссоединяется с ним.

## В ролях
| Актёр        | Роль                    |
| ------------ | ----------------------- |
| Айрин Рич    | Ева Бернсайд            |
| Уиллард Луис | Остин Старфилд          |
| Клара Боу    | Рена д’Арси             |
| Берт Лителл  | барон Джеральдо Мэддокс |